# Зеленовка (Омская область)
Зеленовка — деревня в Омском районе Омской области России. Входит в состав Омского сельского поселения.

## География
Населённый пункт находится на юге центральной части Омской области, в лесостепной зоне, в пределах Барабинской низменности, на расстоянии примерно 18 километров (по прямой) к северо-западу от посёлка Ростовка, административного центра района. Абсолютная высота — 123 метра над уровнем моря.

### Часовой пояс
Деревня Зеленовка, как и вся Омская область, находится в часовой зоне МСК+3. Смещение применяемого времени относительно UTC составляет +6:00.

## Население
| 2006 | 2010 |
| ---- | ---- |
| 404  | ↘127 |

Гендерный состав
По данным Всероссийской переписи населения 2010 года в гендерной структуре населения мужчины составляли 55,9 %, женщины — соответственно 44,1 %.
Национальный состав
Согласно результатам переписи 2002 года, в национальной структуре населения русские составляли 79 % из 111 чел.

## Улицы
Уличная сеть деревни состоит из восьми улиц.